# بذرالبنج (سرده)
بذرالبنج، بنگ دانه، بذرالبنگ (نام علمی: Hyoscyamus) نام یک سرده از تیره بادنجانیان است.